# Estação Akademik Vernadsky

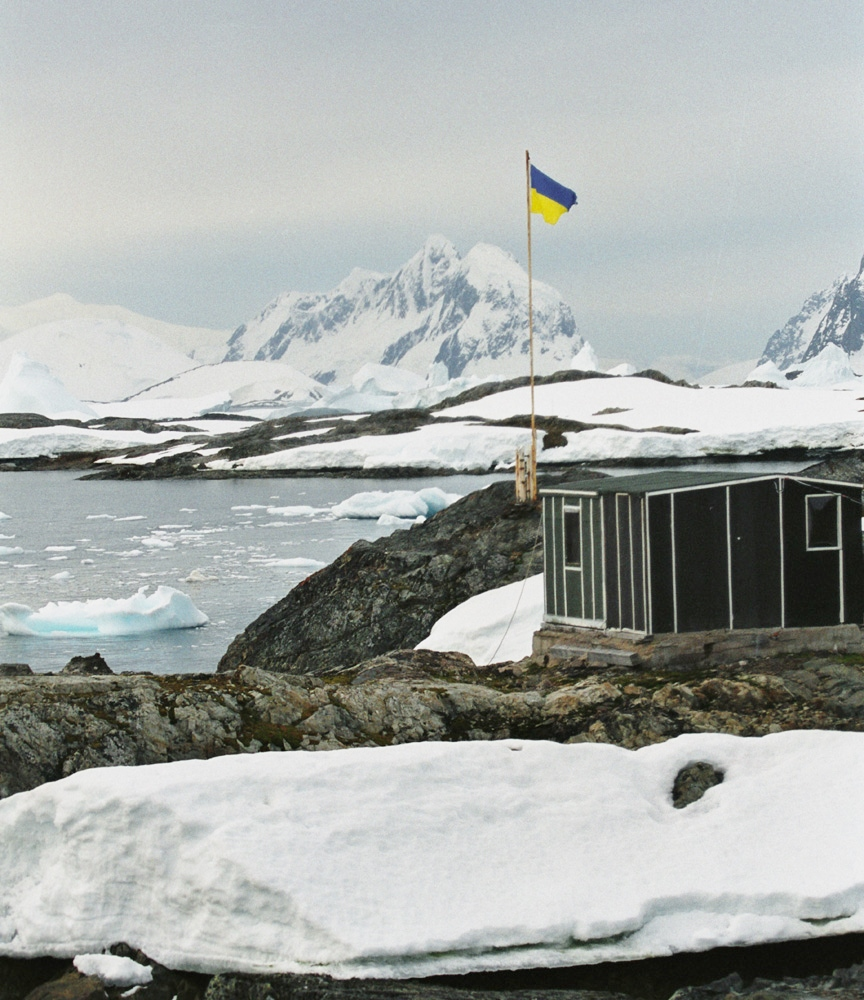
Desde 1996 a Bandeira ucraniana tremula na Estação Vernadsky, como símbolo da presença ucraniana no continente branco

Estação Akademik Vernadsky (Akademik Vernadsky) é uma estação de pesquisa da Ucrânia na Antártida. Passou para o comando ucraniano após a assinatura do memorando entre a Grã-Bretanha e a Ucrânia sobre a transferência da estação britânica de Faraday para a Ucrânia no dia 6 de fevereiro de 1996.
Localiza-se na Ilha Galindez, a aproximadamente 65º15' Sul e 64º16' Oeste, está acerca de 5 quilômetros da Península Antártica. Sua povoação mais próxima é a base americana Palmer, distante cerca de 50 quilômetros.

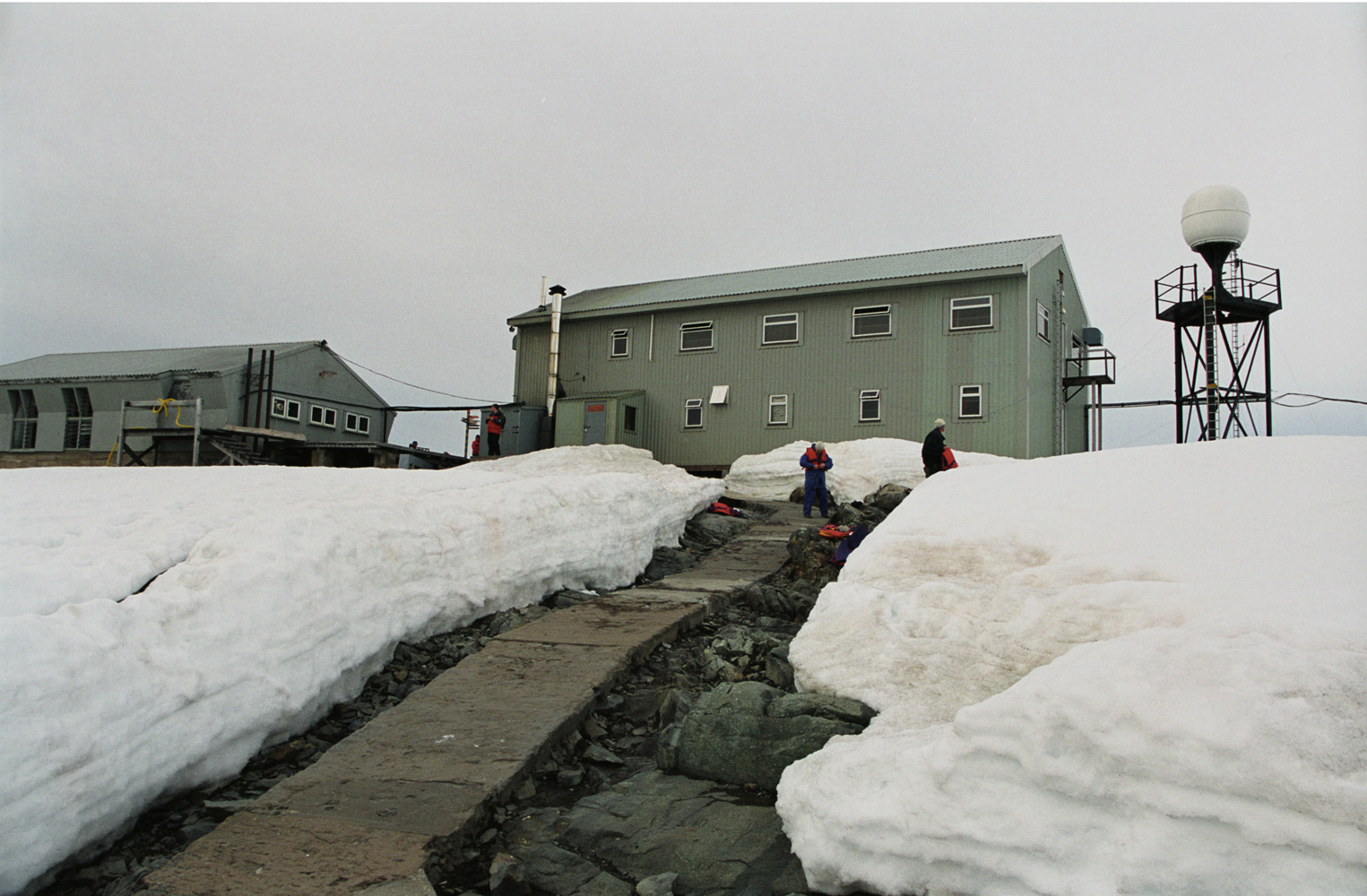
Foto das instalações da base ucraniana

Estação Akademik Vernadsky

A temperatura média máxima no verão varia entre 0 °C e 2 °C positivos e no inverno varia entre -2 °C e -25 °C.
Cai neve em aproximadamente 250 dias por ano e o sol brilha sobre a estação em cerca de 840 horas anuais.
A população varia entre o máximo de 24 cientistas no verão e 12 no inverno.